# Floyd MacFarland

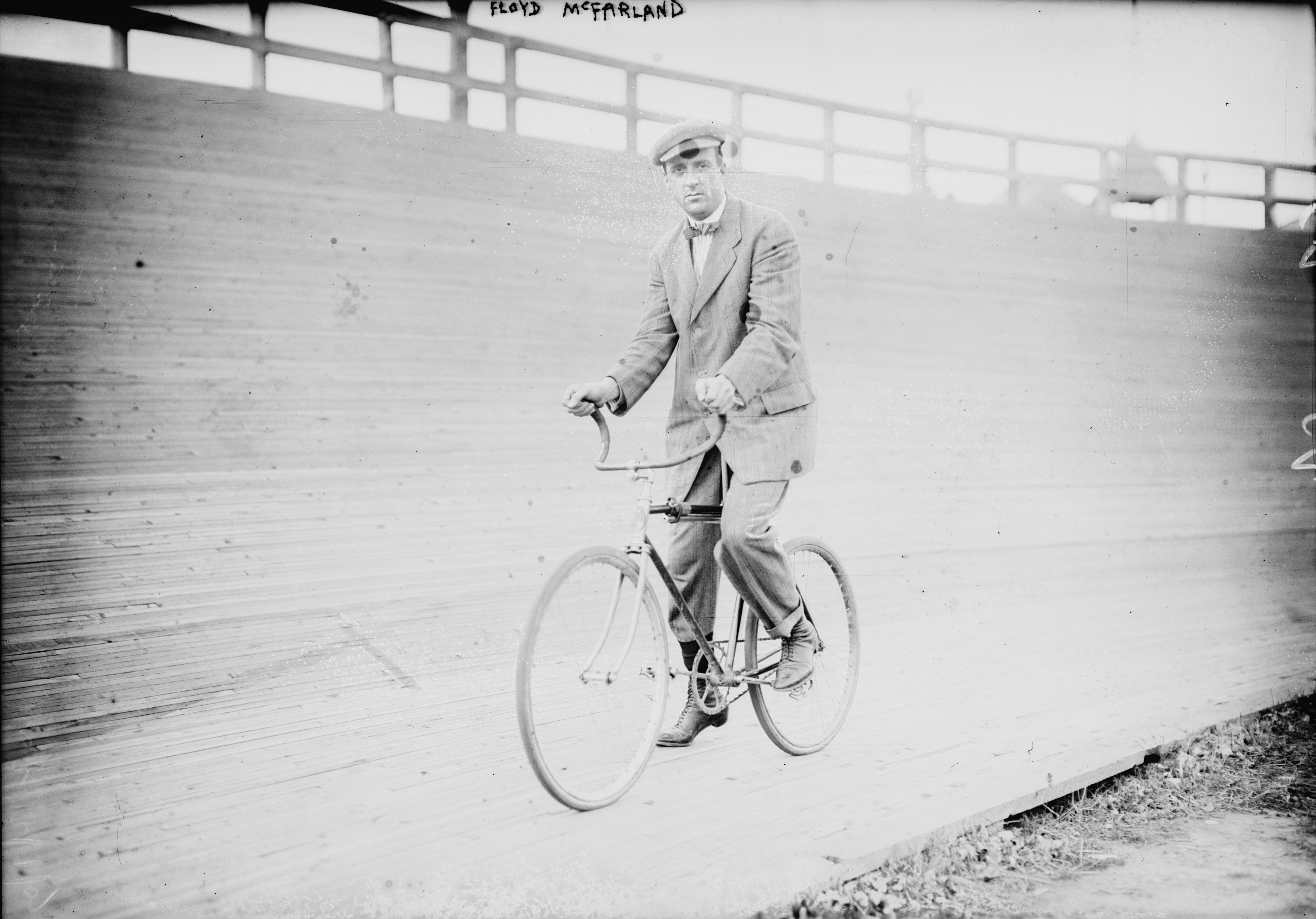
Floyd McFarland

Floyd MacFarland, nascido em 8 de julho de 1878 em San José (Califórnia), falecido em 17 de abril de 1915 em Newark (Nova Jérsia), é um corredor ciclista estadounidense. Era o um dos pioneiros das Corridas de seis dias do começo do século XX.

## Carreira desportista
Em 1896 e 1898, Floyd MacFarland foi campeão estadounidense de velocidade. O seu maior rival nesta disciplina era o corredor negro Major Taylor cujos grandes parentes- tinham sido- escravos. McFarland, que vinha de uma família de agricultores da Virgínia, racista, tinha passado a vida difícil. Foi fundador inclusive da sua própria associação nacional de corredores, a "Associação de Corridas de Ciclismo" para excluir Taylor das competições. Está referido que MacFarland nunca mencionava Taylor pelo seu nome, mas referindo-se a ele como o "negro".
Nos anos seguintes, MacFarland orientou-se nas corridas de seis dias bem como na corrida à americana e consagrou-se em 1900 em Nova Iorque, no Madison Square Garden, com Harry Elkes, a segunda carreira (por equipa de dois) dos Seis dias de Nova York. Em dezembro de 1901,  MacFarland consagrou-se após um duro combate, contra George Leander, os Seis Dias de Boston, com menos de um corpo de vantagem. MacFarland, estava conhecido por causa do seu temperamento quente, mas Leander opinava que o tinha molestado na última volta, e se precipitou nele. Têm vindo às mãos com mais de 200 participantes. Em 1909, MacFarland,  chamado o «motor humano», foi o primeiro vencedor da Carreira das Seis dias de Berlim com Jimmy Moran. Em 1901 e 1904, foi também campeão estadounidense de Corrida à americana.

## Palmarés
- 1896
  -  Campeão dos Estados Unidos de velocidade aficionada
- 1900
  - Seis dias de Nova Iorque (com Harry Elkes)
- 1901
  -  Campeão dos Estados Unidos de carreira à americana
- 1902
  - Seis dias de Boston (com Otto Maya)
- 1904
  -  Campeão dos Estados Unidos de carreira à americana
- 1908
  - Seis dias de Nova York (com Jim Moran)
- 1909
  - Seis dias de Berlim (com Jim Moran)

## Director e organizador
MacFarland conseguiu durante a sua carreira de corredor e também como director e organizador, 400 carreiras. Em Janeiro de 1913, organizou a primeira carreira de seis dias em Paris no Velódromo de Inverno com três equipas estadounidenses ; Ernest Hemingway estava entre o público e, a partir daí que, foi tomado pela febre dos seis dias.
A equipa Léon Hourlier-Léon Comès consegue a segunda prova das Seis dias de Paris. Todos os especialistas do evento do Madison Square Garden, de Salt-Lake-City, de Boston, de Melbourne foram batidos por ambos Franceses. Hourlier vem « estoirar » todos os Americanos e os Australianos no posto durante um último « rush » que surpreendeu Goullet e Clark, deixou o loiro Joé Fogler estupefacto, Floyd MacFarland ahuri, e os desportista franceses na alegria.
Floyd MacFarland introduziu em 1914, durante as carreiras nos Estados Unidos, o resultado para os sprints intermediários, concebido pelo jornalista berlinense Fredy Budzinski [de].

## Uma morte sensacional
Em abril 1915, no velódromo de Newark, MacFarland presenciou que um vendedor de refrescos com o nome de David Lantenberg tinha colocado os cartazes publicitários em cima dos guarda-corpos à beira da pista. MacFarland, director do velódromo, tinha proibido encobrir estes repetidamente porque os via como um perigo para os que chegavam à beira da pista, o que era perigoso para os corredores. Teve uma forte discussão cara a cara com aproximadamente 150 testemunhas. Quando MacFarland tentou arrancar uma chave de fendas das mãos de Lantenberg, a ferramenta se plantou acidentalmente na parte posterior da sua cabeça; horrificado pelo seu acto, Lantenberg trouxe MacFarland com o seu próprio carro ao hospital, onde este faleceu. 1500 pessoas seguiram no seu funeral. Lantenberg foi acusado de homicídio involuntário, mas absolvido em junho do mesmo ano.
MacFarland tinha sido descrito como uma personagem elevada em cor, dominante, de uma grande estatura, sempre airosamente vestido, cheio de encanto e de persuasão, mas também pelo temperamento e uma atitude racista. Um jornalista contemporâneo tinha escrito numa nota necrológica: «MacFarland era um burlão, mas amável."